# Edwin Palma Egea
Edwin Palma Egea (Barrancabermeja, 6 de septiembre de 1983) es un abogado, líder sindical y político colombiano. Desde febrero de 2025 fue designado como Ministro de Minas y Energía en el gobierno de Gustavo Petro.

## Primeros años y estudios
Edwin Palma Egea nació en el barrio Las Granjas de Barrancabermeja en 1983. Su padre trabajaba como cobrador de cuotas de electrodomésticos, mientras que su madre se desempeñaba como madre comunitaria del Instituto Colombiano de Bienestar Familiar (ICBF), administrando una guardería en su hogar.
Palma estudió Derecho en la Universidad Cooperativa de Colombia, sede Barrancabermeja, donde obtuvo su título de abogado. Posteriormente, se especializó en Derecho Laboral y Seguridad Social en la Universidad Libre de Colombia, sede Socorro. Más adelante, cursó una especialización en Derecho Constitucional y obtuvo una maestría en Derecho del Trabajo en la Universidad Externado de Colombia. Además, complementó su formación con un curso de especialización para expertos latinoamericanos en Relaciones Laborales en la Universidad de Castilla-La Mancha, España.

## Trayectoria
Palma inició su carrera profesional en la empresa estatal de petroleos Ecopetrol, donde trabajó durante más de 20 años, desempeñando diversos roles y destacándose en el ámbito sindical. Entre 2018 y 2021, presidió la Unión Sindical Obrera (USO), organización en la que previamente había ejercido como vicepresidente durante nueve años.
Edwin Palma Egea fue candidato al Senado por el Pacto Histórico en las elecciones legislativas de marzo de 2022. Tras la vacancia de la curul de Alexander López, Palma fue considerado para ocupar el escaño. Sin embargo, en marzo de 2024, renunció a esta oportunidad, ya que para entonces se encontraba vinculado al gobierno y priorizó su compromiso con el Ministerio del Trabajo y su aspiración de integrar la junta directiva de Ecopetrol.
En septiembre de 2022 fue nombrado viceministro de Relaciones Laborales e Inspección en el Ministerio del Trabajo, cargo que ocupó hasta agosto de 2024. Palma Egea renunció como viceministro ya que su relación con la ministra Gloria Inés Ramírez se deterioró generando varias tensiones al interior del ministerio.
En marzo de 2024, Palma se integró a la junta directiva de Ecopetrol y, en octubre del mismo año, asumió como interventor de la distribuidora de energía Air-e donde logró un congelamiento de las tarifas de energía por un periodo de tres meses.

## Ministro de Estado

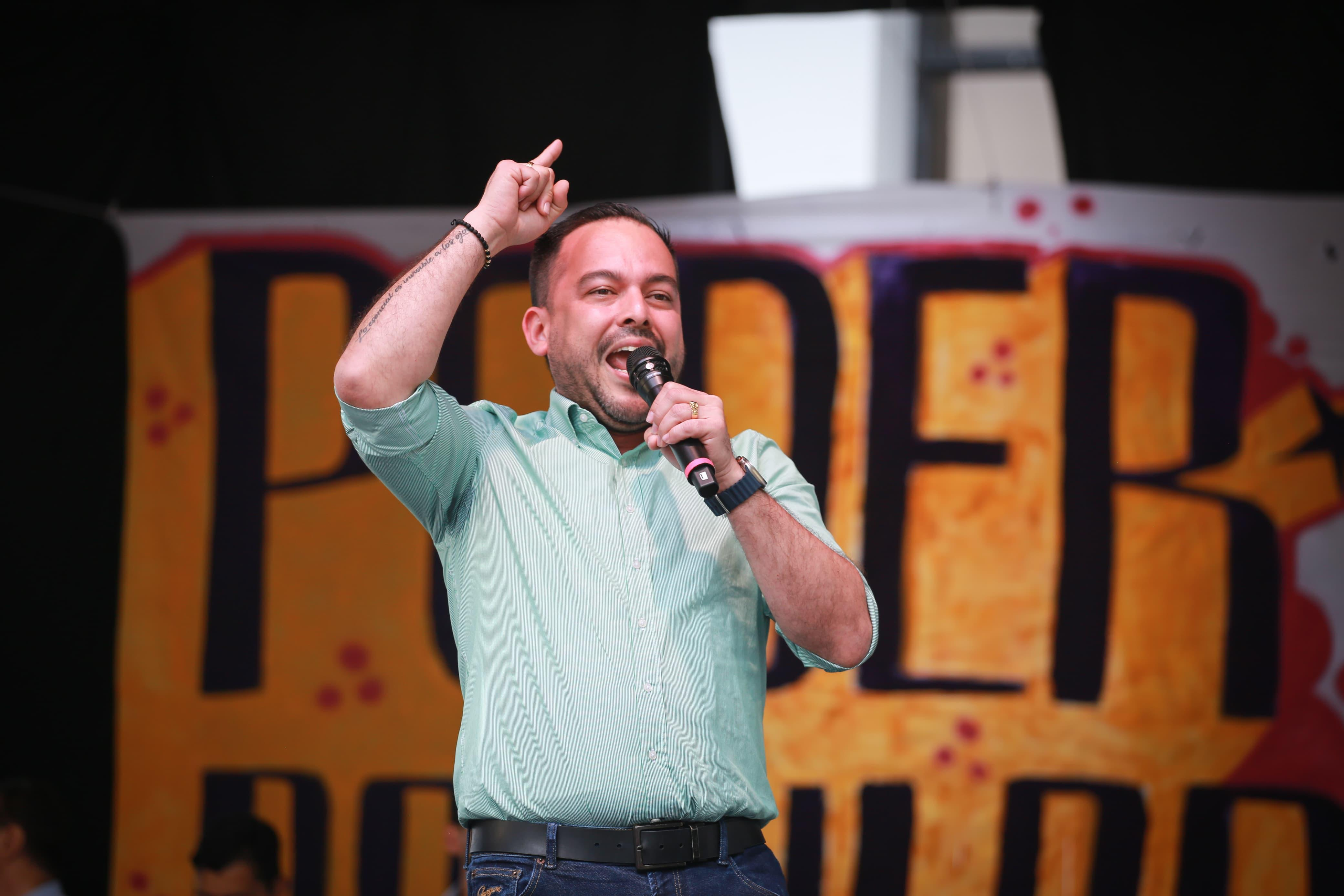
Palma Egea en una manifestación en Medellín en 2025

En febrero de 2025, fue designado ministro de Minas y Energía en el gobierno del presidente Gustavo Petro en reemplazo de Andrés Camacho Morales, asumiendo desafíos significativos, entre los que se destacan el liderar la transición hacia fuentes de energía renovables y garantizar la estabilidad del suministro energético en el país así como abordar el tema de las tarifas de energía, un tema que ha generado preocupación tanto en el gobierno como en la ciudadanía ya que el presidente Gustavo Petro ha expresado en diversas ocasiones su descontento con las tarifas actuales, calificándolas de "ilegales" y sugiriendo que las empresas generadoras fijan precios que permiten especulaciones indebidas.